# Kendall Basin
Il Kendall Basin è un circo glaciale libero dal ghiaccio, situato all'estremità nordoccidentale dei Monti Herbert, che fanno parte della Catena di Shackleton, nella Terra di Coats in Antartide. 
Nel 1967 fu effettuata una ricognizione aerofotografica da parte degli aerei della U.S. Navy. Un'ispezione al suolo fu condotta dalla British Antarctic Survey (BAS) nel periodo 1968-71.
Ricevette l'attuale denominazione nel 1971 dal Comitato britannico per i toponimi antartici (UK-APC), in onore del geologo glaciale Percy Fry Kendall, professore di geologia all'Università di Leeds nei primi anni del secolo XX.